# Cha Cha (Chelo)
Cha Cha è il singolo di debutto del cantante portoricano Chelo, in seguito inserito nell'album 360°. Nel 2006 il singolo, nella sua versione digitale, su iTunes arriva al primo posto.
Chelo esegue il brano durante la cerimonia di Miss Universo 2006, contribuendo alla popolarità del brano nel mondo.

## Tracce
1. English Version – 3:15
2. Spanglish Version – 3:16
3. Dave Aude Cha Club – 8:09
4. Dave Aude Cha Edit – 3:38
5. Dave Aude Cha Mixshow – 6:06
6. Dave's All Nite Dub – 7:51
7. L.E.X. Percussiva Vox Da Club Mix – 7:29
8. L.E.X. Percussiva Dub Da Club Mix – 6:19
9. L.E.X. Percussiva Mixshow – 5:26
10. L.E.X. Percussiva Radio Edit – 3:51
11. Acapella English – 3:12
12. Acapella Spanglish – 2:50

## Classifiche
| Chart                         | Peak position |
| ----------------------------- | ------------- |
| US Billboard Hot Latin Tracks | 16            |
| Finland Singles Top 20        | 13            |
| iTunes Latin charts           | 1             |